# بني بوخلف (بني بوخلف)
بني بوخلف هو دُوَّار يقع بجماعة نكور، إقليم الحسيمة، جهة طنجة تطوان الحسيمة في المملكة المغربية. ينتمي الدوّار لمشيخة بني بوخلف التي تضم دوارين. يقدر عدد سكانه بـ 2345 نسمة حسب الإحصاء الرسمي للسكان والسكنى لسنة 2004.

## روابط خارجية
- البوابة الوطنية للجماعات الترابية نسخة محفوظة 12 مارس 2018 على موقع واي باك مشين.
- المندوبية السامية للتخطيط